# Campeonato Mundial de Esquí Nórdico de 1958

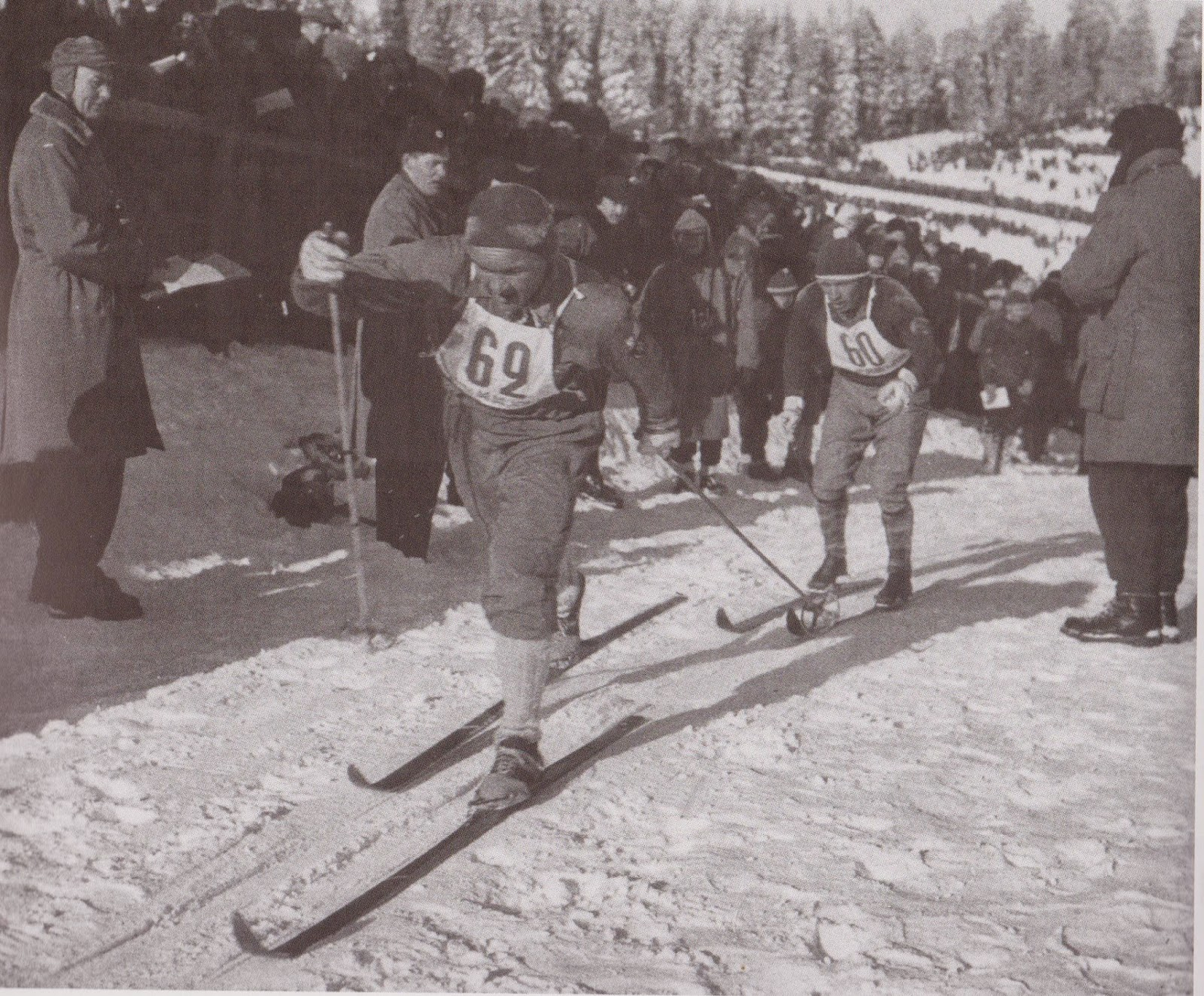
Veikko Hakulinen en los Campeonatos del Mundo de 1958 en Lahti, Finlandia

El XXII Campeonato Mundial de Esquí Nórdico se celebró en la localidad de Lahti (Finlandia) entre el 2 y el 9 de marzo de 1958 bajo la organización de la Federación Internacional de Esquí (FIS) y la Federación Finlandesa de Esquí.

## Esquí de fondo

### Masculino
| Evento                   | Oro                                                                                     | Plata                                                                          | Bronce                                                                                      |
| ------------------------ | --------------------------------------------------------------------------------------- | ------------------------------------------------------------------------------ | ------------------------------------------------------------------------------------------- |
| 15 km (06.02)            | Veikko Hakulinen · Finlandia · 48:58,3                                                  | Pavel Kolchin URSS 49:11,8                                                     | Anatoli Sheliujin URSS 49:29,4                                                              |
| 30 km (04.02)            | Kalevi Hämäläinen · Finlandia · 1:40:03,0                                               | Pavel Kolchin URSS 1:40:15,2                                                   | Sixten Jernberg · Suecia · 1:40:44,4                                                        |
| 50 km (08.02)            | Sixten Jernberg · Suecia · 2:56:21,9                                                    | Veikko Hakulinen · Finlandia · 2:57:39,7                                       | Arvo Viitanen · Finlandia · 2:58:49,5                                                       |
| Relevo 4 × 10 km (09.02) | Suecia · Sixten Jernberg · Lennart Larsson · Sture Grahn · Per-Erik Larsson · 2:18:15,0 | URSS Fiodor Terentiev Nikolai Anikin Anatoli Sheliujin Pavel Kolchin 2:18:44,4 | Finlandia · Kalevi Hämäläinen · Arto Tiainen · Arvo Viitanen · Veikko Hakulinen · 2:19:23,2 |

### Femenino
| Evento                  | Oro                                                            | Plata                                                                         | Bronce                                                               |
| ----------------------- | -------------------------------------------------------------- | ----------------------------------------------------------------------------- | -------------------------------------------------------------------- |
| 10 km (05.02)           | Alevtina Kolchina URSS 44:49,0                                 | Liubov Kozyreva URSS 45:28,2                                                  | Siiri Rantanen · Finlandia · 46:02,8                                 |
| Relevo 3 × 5 km (09.02) | URSS Radia Yeroshina Alevtina Kolchina Liubov Kozyreva 58:32,4 | Finlandia · Toini Mikkola-Pöysti · Pirkko Korkee · Siiri Rantanen · 1:00:14,0 | Suecia · Märta Nordberg · Irma Johansson · Sonja Edström · 1:01:58,5 |

## Salto en esquí
| Evento                       | Oro                                      | Plata                                 | Bronce                          |
| ---------------------------- | ---------------------------------------- | ------------------------------------- | ------------------------------- |
| Trampolín individual (01.03) | Juhani Kärkinen · Finlandia · 224,5 pts. | Ensio Hyytiä · Finlandia · 214,5 pts. | Helmut Recknagel RDA 213,5 pts. |

## Combinada nórdica
| Evento             | Oro                                  | Plata                                | Bronce                               |
| ------------------ | ------------------------------------ | ------------------------------------ | ------------------------------------ |
| Individual (01.03) | Paavo Korhonen · Finlandia · 448,500 | Sverre Stenersen · Noruega · 447,690 | Gunder Gundersen · Noruega · 444,552 |

## Medallero
| Núm. | País      | Oro | Plata | Bronce | Total |
| ---- | --------- | --- | ----- | ------ | ----- |
| 1    | Finlandia | 4   | 3     | 3      | 10    |
| 2    | URSS      | 2   | 4     | 1      | 7     |
| 3    | Suecia    | 2   | 0     | 2      | 4     |
| 4    | Noruega   | 0   | 1     | 1      | 2     |
| 5    | RDA       | 0   | 0     | 1      | 1     |
|      | TOTAL     | 8   | 8     | 8      | 24    |